# Полско Косово
Пòлско Кòсово е село в Северна България. То се намира в община Бяла, област Русе.

## География
Селото се намира на 63 км южно от Русе, по поречието на река Янтра. Разположено е върху два хълма и един дол с посока изток-запад. Двата хълма и долът завършват до западния бряг на реката. Същите водят началото си западно от селото от местността „Еничаир“ в продължение на четири и половина километра. Южният хълм завършва на изток със скално образувание, в подножието на което е протичала реката. От проучванията на историци се установява, че върху това скално образувание е съществувала стара римска крепост. Скалното образувание е откъснато от основния хълм по време, когато е прокарвана жп линията – там, където сега е жп спирката.

## История
Началото на обособяването на селото не може да се определи с точност, но е установено, че то е изградено в непосредствена близост северно от старата римска крепост и до реката, там където се е намирала някога така наречената селска бахча /зеленчукова градина/. Селото е било често заливано от водите на река Янтра и затова постепенно се е изнасяло нагоре в западна посока, там където е тунелът (Гириза) по жп линията. Предполага се дори, че в това си разположение е заварено от настъплението на турците и установяването на османската власт.

### Средновековие
Старата римска крепост, наричана от населението Градището, се е намирала върху скалното образувание познато под името „Канарата“. Там са разкрити останки от средновековно селище. Намираните тук керамика и монети дават основание да се датира селището около IV-VI век.
Градището се е състояло от две крепости, отделени помежду си с дълбок ров /дълбочина над 3 м, ширина 12 м, дължина над 60 м/. Двете крепости са заемали около 12 дка площ. Голямото градище е заемало три четвърти от цялата площ и имало многоъгълна форма. Малкото градище имало форма на неправилен петоъгълник и заемало една четвърт от цялата площ. Около 1930 година последните крепостни стени били съборени при експлоатацията на каменните кариери под стените. От двете страни на входа при изкопа са личали основите на две кули, без следи от самите входни врати. Преди години, от южната страна на малкото градище са били открити овъглено жито в две делви, метален кръст и други останки.
Вън от стените на голямото градище е съществувало християнско гробище. Там са намерени два каменни кръста, като на единия е имало релефно изображение на чук – вероятно гроб на ковач или дърводелец. Намерени са и римски монети, а в околностите на селото – и няколко стари могили, за които има предположение, че са служели за сигнализация и ориентиране. Тези проучвания са правени от археолога Стефан Стефанов от Русе в неговата книга „Старините по долния басейн на Янтра“ от 1956 г. Селото се намира на 109 м надморска височина. Вървейки по пътя на логиката, стигаме до следния извод за предназначението на Градището /Канарата/ – възможност за наблюдение с много добра панорамна видимост във всички посоки. И сега като се изкачим на Канарата и се огледаме във всички посоки, пред очите ни се открива прекрасна гледка, още повече, че тази местност е била естествен кръстопът. Тук са се пресичали пътищата: Търново – Русе като същият е прекосявал р. Янтра в местността „Кадигьол“, преминава през местността „Отсреща“ под наименованието „Керваноулу“, продължава през гр. Бяла, с. Баниска, с. Кацелово, гр. Русе; другият път е свързвал гр. Шумен с р. Дунав при гр. Свищов – идва от Шумен, Търговище, Попово, Копривец, Бистренци през гората, местността „Отсреща“, пресича р. Янтра по брода /гечита/ под Градището, минава през местността „Ашаорман“, през Борумлие /сега с. Пейчиново/, с. Павел и стига до град Свищов. При по-малки товари или когато са минавали кервани, същите са вървели по дола през селото и при с. Пейчиново са се вливали в пътя за Свищов. Друг път, който идвал от Трявна, Търново и Полски Тръмбеш, преминава през селото, слиза покрай р. Янтра в посока гара Бяла, Чаушево /Ценово/. От този път в П. Тръмбеш е направено отклонение за Свищов, като това отклонение е известно като „Арсъзеолу“ през местността „Еничаир“, Пейчиново, Свищов. Тези пътища за времето си са били с доста голямо стопанско значение. Свързвали са вътрешността на страната с дунавските пристанища Свищов и Русе. Към тях са насочвани селскостопански продукти: жито, царевица, кожи, вълна, пръстени съдове /гърнета, паници, делви/, дървени уреди – станове, ватали, захлупци, паламарки, сърпове. Обратно са връщали сол, газ за горене, дървен материал, гвоздеи, катран и др., необходими за ежедневието на хората от вътрешността на страната. Всичко това ставало с помощта на дървени коли впрегнати в биволи, по 10 – 15 на брой и образували така наречените кервани. Този път е изминаван за дни и седмици. Един такъв керван е тръгвал от селото за Свищов в понеделник, пристигал там в сряда, стоварва и товари стока и в четвъртък е потеглял обратно. Пристигал в селото благополучно в събота. От село Полско Косово е имало немалко керванджии. Така например от по-късно време, около и след Освобождението са се споменавали имената на дядо Драгол, дядо Танчо, дядо Кантю, дядо Нено, дядо Тончо, дядо Георги.
Към всичко казано по-горе, като прибавим и природните условия /гора, ливади, плодородна земя/, мястото примамва много от преминаващите оттук по-късно да се насочат и заселят по тези места, водейки и други със себе си. Това, разбира се, става и вследствие събитията, развиващи се към края на османската власт, в края на 17-о столетие и 18 столетие. Заселниците са най-вече от юг, откъм Балкана – Търновско, Еленско, Сливенско и др. Идвайки тук, те пренасят занаятите: абаджийство, терзийство, мутафчийство, кожухарство, бъчварство. Наличието на биволи и волове доразвило поминъка на населението – отглеждането на млади телета и биволи. Така са се обособили големи родове в селото – Арабаджиите, Бурджиите, Терзиите, Кожухарите и др. Различието е било видно и от начина на построяване на жилищата и по тяхното нахождение. Например, с идването на турците се заселва североизточната част на селото – южния склон на северния хълм. Това е районът от Йордан Гърдев до тунела под жп линията. Там до 1940 г. са съществували останки от турска джамия в сегашния двор на Радослав Иванов и Тодор Кючуков. Останалите здрави и закупени след Освобождението от местни българи къщи, съществуващи, са били характерни със своя ориенталски вид – просторни язли /тераси/, някои с вградени нарове на горния етаж на къщата. В района на селото, от Гърдевци нагоре, са били заселени някои от местните селяни и някои бедни турски семейства. Характерно за техните жилища е, че в своето мнозинство са били едноетажни и вкопани в земята, като разпределението е било: стая и одая. Там са съжителствали заедно хората и добитъкът. Идващите нови заселници са одворявани по южния хълм, заемащи неговия северен склон /Драка махала/. Тази част от селото е била чисто българска. Това личи и от факта, че тук е построена българската църква. Че тук са се заселвали идващите от Балкана, говори и начинът на построяване на жилищата. Почти всички са на два етажа, построени по балканжийски тертип. В приземния етаж са съсредоточавани домашните животни и зимникът. В горния етаж живеело семейството, с цел да се използва топлината, излъчвана от намиращите се отдолу животни. Хората са проявявали известна находчивост, като са използвали условията и местонахождението на селото. Строели са ханове с кръчми към тях, където са отсядали минаващите през селото в различни направления. Такъв хан е имал и праотецът на Павли Генчев. Такъв е бил по-късно и така нареченият „църковен“ хан, намиращ се там, където е сега здравният дом. По-надолу, към средата на селото се намирал и ханът на Михал Добрев, зет на Тодор Караколев – там, където са сега домовете на наследниците на дядо Георги Церовски.

### Османско владичество
Старото турско име на селото е Косова. По регистрите на населението от 1618 година е имало 72 къщи. По същите регистри от онова време Косова е било в Никополски санджак /окръг/ и Търновски вилает. Било е войнигарско селище. Задължавало се е ежегодно да дава по 7 души войници и 2 резерви. Съгласно турски документи, съхранявани в Народната библиотека „Св. св. Кирил и Методий“ в София, турците наричали селото отначало “КОСОВАЙ ХИСАЙРЕ КОЙРЕС". За произхода на името на селото има две версии. Едната е от многото ята косове, а другата от името на първия заселник – някой си дядо Косьо. Но името най-вероятно произлиза от думата за добро място за пчелини в старобългарския, а именно – Косово място. Затова и на много места в страната името се споменава, включително и в далечните Родопи.
За да опази своя дух и вяра, българското население в селото подема инициатива за построяване на църква. Но за да разреши, турското правителство предявява искане тя да бъде вкопана в земята и да не бъде по-висока от джамията. Тук инициативният комитет проявява хитрост в определяне мястото на църквата. Това е най-високото в българската махала. Спазва договарянето църквата да бъде вкопана в земята, но тя си остава по-висока от джамията, която се намирала в дола. Говорело се е, че момите от селото също участвали в изкопа, като са изнасяли пръстта в престилките си. Построяването на църквата става през 1854 година. Тя носи името на Св. св. Константин и Елена. Първият свещенослужител в новопостроената църква е поп Никола Йорданов от с. Сергювец /дн. Първомайци, Великотърновско/, който достойно е бил заместен от своя син – поп Йордан Попниколов. Естествено по онова време най-начетени са били служителите на Църквата и затова те са били и светликът за своите ученици в килийното училище. Малко по-късно, през 1860 г. е открито първото училище. За водене на занимания е предоставена одая от дома на дядо Колю Кючукколев. По-късно е построена специална сграда в двора на църквата.

### Селото след Освобождението
Сега съществуващото училище, както помнят много от възрастните хора, е започнато да се строи на гола поляна преди Първата световна война. Войната става причина строителството да прекъсне. Същото продължава след войната и завършва към 1924 – 1925 година.
Кредитна кооперация „Съгласие“ е основана през 1906 година. Строителството е по инициатива и пряко ръководство на дългогодишния учител Никола Василев Ахмаков /даскал Колю/. Нуждите на образованието се увеличават и през 1960 г. е построен и вторият етаж на училището. Пръв учител в селото е бил хаджи Еню.

Читалището е основано през 1899 година, като се е помещавало дълго време в частни помещения. Едва по-късно същото получава самостоятелна сграда.

В края на 19 век е построена жп линията Русе – В. Търново.
Старото шосе В. Търново – Русе е построено 1912 г. Новото е построено през 1952 – 1953 година. Селото основава и своя кооперация през 1906 година. Киносалонът е построен през 1950 – 1951 година.
След политическите промени в страната през 1945, в селото се обединяват стопанствата на повечето жители и през 1948 година се основава Трудово кооперативно земеделско стопанство (ТКЗС) „Стоян и Христо Терзиеви“.
Най-младата сграда в селото е тази на детската градина. Същата е открита през 1973 година.

## Население

### Религия
- Православен храм „Св. св. Константин и Елена“

## Културни и природни забележителности

### Основно училище „Св. св. Кирил и Методий“
Целодневна детска градина „Радост“.

## Други
Празник на селото е първата неделя от месец юни.

## Личности
Родени
- Кирил Димов (р. 1916 – ?), български химик

- Един от наследниците на първите свещенослужители на селото е видният биолог проф. Кирил Попов – директор на Института по физиология на растенията и генетика при БАН – 1958 – 1970 г. Роден на 13.09.1907 г. в с. Полско Косово. Завършил Казанлъшкото педагогическо училище, а след това и биология в Софийския университет.
- Димитър Дончев, художник, твори в Пловдив.